# Зоолошки врт Бајап
Зоолошки врт Бајап се налази у Камчај Меар дистрикту, у провинцији Преј Венг, у Камбоџи. Зоо је основан 1995, од стране сенатора Нхим Ванда, који је од 2014. године његов власник као и Зоолошки врт Кампот.
Зоо је уништен у поплавама у периоду 2010-2011, а обновљен је и поново отворен.